# Gerry Anderson
Gerry Anderson (Bloomsbury, 14 de abril de 1929 - Henley-on-Thames, 26 de diciembre de 2012) fue un productor, director y escritor británico, famoso por sus programas de televisión futuristas del género ciencia ficción, particularmente aquellos que involucraron en una primera etapa creativa a marionetas especialmente modificadas para dar realismo, un proceso llamado Supermarionation.
Su primera producción de televisión fue en 1957, una serie para niños con Roberta Leigh, llamada Adventures of Twizzle. Su producción más famosa y exitosa en este género vino después: Thunderbirds, producida en 1965. Su compañía de producción, originalmente conocida como AP Films y después llamada Century 21 Productions, en colaboración con sus compañeros Arthur Provis (de AP Films - Anderson Provis Film), Reg Hill, John Read y su entonces esposa Sylvia Anderson. 
También escribió y produjo algunas películas, aunque no fueron el éxito esperado en taquilla. Los siguientes éxitos de producciones con actores reales, en los años setenta, con su antigua y muy exitosa asociación con ITC (Incorporated Television Company), de Lew Grade terminaron con la segunda serie de Space: 1999. Después de un parón en su carrera, con varios fracasos de audiencia, comenzó una nueva etapa en los primeros años '80, cuando la nostalgia del público por sus series de Supermarionation anteriores (repetidas los sábados por la mañana en el Reino Unido) llevó a Anderson a ser comisionado a nuevas producciones. Varios nuevos proyectos fueron llevados a cabo, incluso un reciente remake, usando CGI, de Captain Scarlet, titulado Gerry Anderson's New Captain Scarlet (El Nuevo Capitán Scarlet, de Gerry Anderson).

## Biografía

### Juventud
Gerald Alexander Abrahams nació en Kilburn, al norte de Londres. El apellido de los antepasados judíos de Anderson, originarios de la frontera ruso-polaca, era Bieloglovski. Cuando el abuelo de Anderson emigró del este de Europa y se estableció en Londres, en 1895, su apellido fue cambiado a "Abrahams" por un funcionario de inmigración británico. La madre de Anderson, Deborah, lo cambió a "Anderson" porque le gustó su sonido. El cambio del apellido familiar se oficializó en 1939 mediante escritura unilateral (deed poll).
Cuando estalló la Segunda Guerra Mundial, el hermano mayor de Anderson, Lionel, se alistó en la RAF y fue enviado de prácticas a los Estados Unidos. Escribía a menudo a su familia y en una de estas cartas describió una base aérea de la USAF llamada Thunderbird Field, un nombre que se grabó en la memoria de su hermano.
Gerry Anderson empezó su carrera en fotografía y después de terminada la guerra ocupó un puesto en la British Colonial Film Unit. Desarrolló interés por el montaje cinematográfico y se trasladó a trabajar en la compañía Gainsborough Pictures, donde adquirió mayor experiencia.
En 1947, fue alistado para el servicio militar en la RAF. Después de completar su período de servicio, regresó a Gainsborough y permaneció allí hasta la quiebra del estudio en 1950. Trabajó entonces en una sucesión de películas independientes. Durante este tiempo se casó con Betty Wrightman y tuvieron dos hijos.

### Inicio de su carrera en televisión
A mediados de 1950 Anderson se unió a la compañía de producción de televisión independiente Polytechnic Studio, como director, donde coincidió con el operador cinematográfico Arthur Provis. Después de que Polytechnic Studio fue demolido, Anderson, Provis, Reg Hill y John Read crearon Pentagon Films en 1957; después, la secretaria Sylvia Thamm se convirtió en la segunda esposa de Anderson. Pentagon se desintegró. Poco después Anderson y Provis formaron una nueva compañía, AP Films, con Hill y Read como compañeros. Anderson continuó su trabajo dirigiendo como independiente para ahorrar dinero.
La primera producción televisiva de AP Films fue para Granada Television. The Adventures of Twizzle (1957-1958), creada por Roberta Leigh, era una serie para niños pequeños sobre una muñeca con la habilidad de estirar enormemente sus brazos y piernas. Fue el primer trabajo de Anderson con títeres, y el inicio de larga y exitosa colaboración con la titiritera Christine Glanville, el técnico en efectos especiales Derek Meddings y el arreglista musical y compositor Barry Gray.
Durante la producción de Twizzle, Anderson comenzó un romance con Sylvia Thamm y finalmente terminaron casándose en noviembre de 1960 y teniendo hijos.
The Adventures of Twizzle fue seguida por otra serie de títeres de bajo presupuesto con Leigh, Torchy the Battery Boy (1958-1959). Aunque las producciones con títeres de APF hicieron famoso el mundo de los Anderson, a Gerry nunca le gustó trabajar con títeres, y los usó principalmente como un medio para posicionarse en la industria televisiva, quería usarlos como trampolín para alcanzar su meta deseada, hacer una película con personajes y drama reales en la televisión.
La tercera serie de AP Films fue de fantasía-aventura occidental para niños: Four Feather Falls (1959-1960). Durante la producción, Provis dejó la sociedad, mientras trabajaba una vez más con Roberta Leigh en Space Patrol, pero la compañía mantuvo el nombre AP Films por varios años más. Four Feather Falls fue la primera serie de Anderson en usar una versión temprana del proceso de Supermarionation, aunque el nombre no había sido acuñado todavía.
A pesar del éxito de APF con Four Feather Falls, Granada no les comisionó otra serie, por lo que Anderson aceptó la oferta para dirigir una película para Anglo-Amalgamated Studios. Crossroads to Crime fue una película de suspense de bajo presupuesto de serie B y aunque Anderson confió en que su éxito podría permitirle pasar a películas más serias, el film falló en taquilla.
Por esa época, APF pasaba por problemas financieros y le urgía encontrar un comprador para su nueva serie de títeres. Fueron finalmente rescatados en una reunión fortuita con el jefe de ATV Lew Grade que le ofreció comprar la serie. Esto dio lugar a una larga amistad y una asociación profesional muy fructífera entre ambos mientras Anderson y sus colaboradores crearon algunos de sus mejores trabajos.
En sus mejores años que fueron entre la década de 1960 y 70 creó las series: Thunderbirds in action,  Capitán Escarlata; y luego desarrolló la serie de TV, UFO y Space 1999.

## Obras seleccionadas

### Televisión
- The Adventures of Twizzle (1957–58)
- Torchy the Battery Boy (solo primeras series; 1960)
- Four Feather Falls (1960)
- Supercar (1961–62) – primero Supermarionation series
- Fireball XL5 (1962–63)
- Stingray (1964–65)
- Thunderbirds (1965–66)
- Captain Scarlet and the Mysterons (1967–68)
- Joe 90 (1968–69)
- The Secret Service (1969)
- UFO (1970–71) – primera serie con actores reales
- The Protectors (1972–74)
- The Investigator (1973) – piloto
- Space: 1999 (1975–77)
- The Day After Tomorrow (a.k.a. Into Infinity; 1976)
- Terrahawks (1983–84, 1986)
- Space Police (1987) – piloto
- Dick Spanner, P.I. (1987) – primera serie animada
- GFI (1992) – piloto
- Space Precinct (1994–95)
- Lavender Castle (1999)
- New Captain Scarlet (2005)

|}

### Filmes
- Crossroads to Crime (1960)
- Thunderbirds Are GO (1966)
- Thunderbird 6 (1968)
- Doppelgänger (a.k.a. Journey to the Far Side of the Sun; 1969)

### Otros
- Gemini Force One (2008, continuada póstumamente) – serie de novelas